# Хертониеми (метростанция)
Метростанция Хертониеми (на фински: Herttoniemi; на шведски: Hertonäs) е наземна станция на Хелзинкско метро, в столицата на Финландия. Тя обслужва кварталa на Хертониеми, източно Хелзинки.
Станцията е една от първите метростанции, открити в Хелзинки, на 1 юни 1982. Проектиране е от Jaakko Ylinen и Jarmo Maunula. Намира се на 1.4 километра от Кулосари и на 1.4 км от Сиилитие.

## Транспорт
На метростанцията може да се направи връзка с:
- автобуси с номера: 6, 58, 58B, 59, 79, 80, 81, 81B, 82, 82B, 83, 84, 85, 85B, 86, 86B, 86N, 88, 89, 90A, 90N, 92N, 94N, 95N, 96N, 97N, 830, 835, 840, 850, 870.

Метростанцията разполага с паркинг за 169 автомобила.
- Перонът на метростанция „Хертониеми“
- Перонът на метростанция „Кулосари“
- Входът на метростанция „Хертониеми“

|  | Тази страница частично или изцяло представлява превод на страницата Herttoniemi metro station в Уикипедия на английски. Оригиналният текст, както и този превод, са защитени от Лиценза „Криейтив Комънс – Признание – Споделяне на споделеното“, а за съдържание, създадено преди юни 2009 година – от Лиценза за свободна документация на ГНУ. Прегледайте историята на редакциите на оригиналната страница, както и на преводната страница, за да видите списъка на съавторите. ВАЖНО: Този шаблон се отнася единствено до авторските права върху съдържанието на статията. Добавянето му не отменя изискването да се посочват конкретни източници на твърденията, които да бъдат благонадеждни. |